# Egyptisch scheppingsverhaal
Er bestaan verschillende scheppingsverhalen in Egypte. Elk groot religieus centrum had zo zijn mythe. Hierbij werd de 'lokale' god centraal gesteld en voorgesteld als de schepper van het universum. Waarschijnlijk zullen er bepaalde mythes meer verspreid zijn dan andere, maar we kunnen onmogelijk zeggen welke de belangrijkste was.

## Scheppingsverhalen

### Scheppingsverhaal van Memphis
Deze mythe is bewaard gebleven op de Shabakasteen, een zwarte granieten plaat gemaakt door koning Shabaka in de 25e dynastie van Egypte, die zich nu bevindt in het British Museum. De god Ptah, die centraal stond in Memphis had zichzelf voortgebracht en schiep alles door het in zijn hart te bedenken en dan luidop uit te spreken. In Egypte dacht men dat het hart de plaats was voor het bewustzijn en het uitspreken toont het geloof in de magische krachten die woorden konden hebben. Hij schiep eerst de goden en dan de tempels. De goden konden daar wonen en Ptah maakte beelden uit hout, klei en steen als lichaam voor hun ka. Hierin zien we het geloof dat een beeld een ziel kon bewaren (denk vb. aan de ka-beelden). Daarna schiep god de mensen en dieren door hun naam te noemen.

### Scheppingsverhaal van Hermopolis Magna

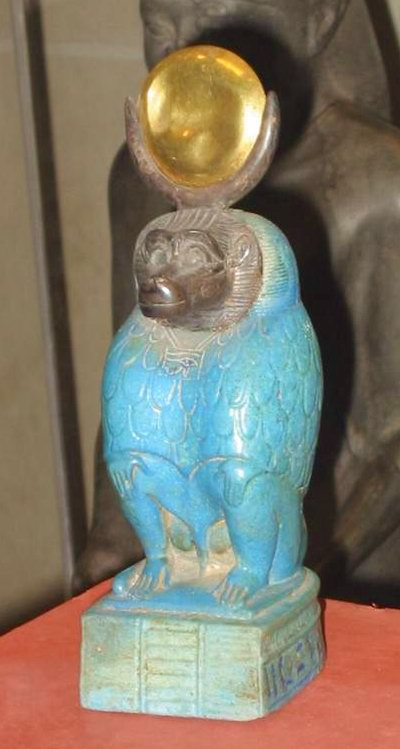
Thot afgebeeld als baviaan met zonneschijf, Louvre, Parijs.

Hermopolis Magna bevond zich in Midden-Egypte en was het cultuscentrum voor de god Thot waar hij samen met een achteenheid, de Ogdoade van Hermopolis, werd geëerd. Het scheppingsverhaal is gebaseerd op de verschijnselen in de natuur, wat blijkt uit het volgende verhaal:
In het begin bestond er niks, er was duisternis en de oerwateren. Hierin leefden de vier paren oergoden waarvan de mannelijke soms als kikkers worden voorgesteld, de vrouwelijke als slangen.
- Oerwateren (Noen en Naunet),
- Lucht of verborgen kracht (Amon en Amaunet),
- Duisternis (Kek en Keket) en
- Eindeloosheid (Heh en Hehet)

De kikkers vormden een hoge energie eruptie en het begin van de schepping. Er verscheen een oerheuvel Benben (Eiland van Vlam) uit de oeroceaan Noen en daarop plaatste de god Thot een ei; het ei barstte open en de zon verscheen eruit als een gans  en ze rees naar de hemel.
De Egyptenaren hadden heel goed naar de natuur gekeken. Iedere keer als de Nijl overstroomde ontstonden er weer eilandjes waar het eerste leven op begon in de vorm van kikkers of andere dieren.
Volgens een andere versie verscheen de scheppergod uit een grote lotusbloem die op het water dreef.

### Scheppingsverhaal van Elephantine
De stad Elephantine bevindt zich in het huidige Aswan en ze was het cultuscentrum van Chnoem. De scheppingsmythe staat in de muren van de tempel van Esna in Boven-Egypte.
De god Chnoem schiep alle mensen en dieren van klei. Hij maakte ze op zijn pottenbakkersschijf. Door de botten van de mens liet hij bloed stromen en hij legde een huid over het lichaam. Dan bracht hij de longen, het spijsverteringsstelsel, de wervels en de voortplantingsorganen aan. Daarna zorgde hij ervoor dat de mens zich kon voortplanten.

### Scheppingsverhaal van Heliopolis

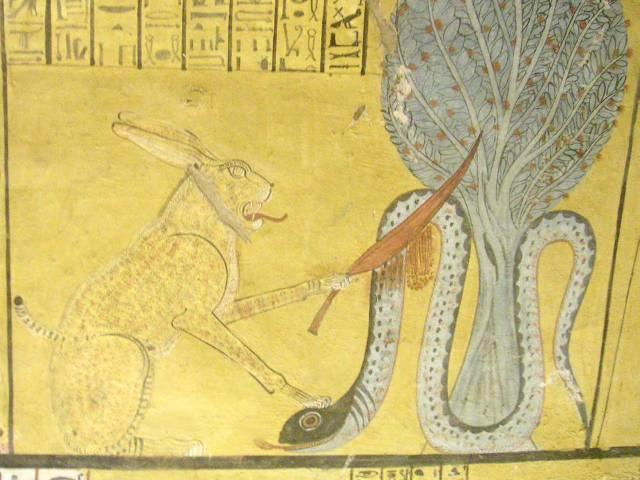
Apophis die wordt vernield door Ra

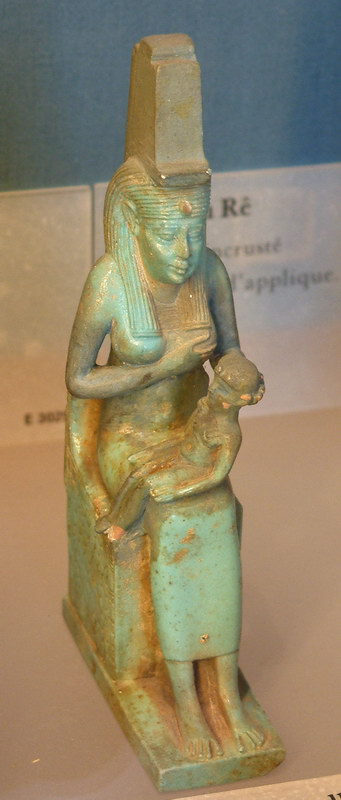
Isis en Horus, Musée du Louvre

Het scheppingsverhaal van Heliopolis komt voor op een papyrus uit de late tijd, te midden van een aantal bezweringen van de boze geest Apophis, de slang. De papyrus werd in 1861 (of een jaar later) door Rhind uit de handen van de Britse consul in Luxor ontvangen als een gift. Mustafa Aghs had het document verkregen uit de bewaarplaats van koninklijke mummies in Deir-el-Bahari. Er zijn ook een aantal verwijzingen naar het verhaal uit de piramideteksten van Unas.
Er zijn een aantal overeenkomsten met Spreuken 8:22 en volg.
In den beginne was er alleen de Heer van de Uiterste Grenzen, Neb-er-Djer, die in een vormeloos heelal, de oeroceaan Nu, woonde. In dit heelal waren alle latere dingen al in beginsel aanwezig, maar zij waren nog in een staat van hulpeloosheid. Neb-er-Djer begon ernaar te verlangen daar verandering in te brengen en nam daarom de vorm van de schepper, Kheperi, aan door deze naam te uiten. De naam Kheperi wordt gespeld met de scarabeehiëroglief en deze kever was daarom heilig. Hij verwees immers naar de ene schepper. Anders dan in latere monotheïstische religies was Kheperi geen god die zich veel met zijn schepselen bemoeide. Hij liet dat over aan de goden die hij later schiep.
Het eerste dat Kheperi schiep was vaste grond onder zijn voeten. Hij deed dat in On (Heliopolis), opnieuw door Orde (Maät) aan te brengen in zijn gedachten (zijn hart) en een woord uit te spreken. Daarna had hij gemeenschap met zijn eigen vuist en zo schiep hij Shu en Tefnut, de god van de droge lucht (gas, atmosfeer) en de godin van het vochtig principe (vloeistof). Zo was de eerste drieëenheid een feit.
Shu en Tefnut hadden gemeenschap en hun kinderen waren Geb, de aardgod en Nut de hemelgodin. Zolang het donker was lag Nut in de armen van Geb en zo werd het volgende godengeslacht geboren, namelijk Osiris, Seth, Isis en Nephthys. Al voor zij geboren werden waren Osiris en Isis man en vrouw en zo werd ook hun zoon Horus geboren (hoewel dat volgens andere mythes veel later gebeurde). Seth en Nephthys hadden (volgens een ander verhaal) ook een zoon, de jakhalsgod Inpu (Anubis).
Aan Osiris schonk Kheperi een bijzondere gave. Hij was van gelijke substantie als zijn overgrootvader en daarmee de vleesgeworden schepper. (Later zou hij uit de dood herrijzen en de redder der mensheid worden.)
Het oog van Kheperi is de zon Ra, maar er gebeurde een ramp waardoor het licht van de zon gedoofd werd. Daarom schiep Kheperi een tweede oog, de maan, en gaf het de macht over planten, bomen en gewassen.
De mensheid ten slotte ontstond uit de tranen die Kheperi plengde en zij waren dus de scheppers directe afstammelingen, de kinderen gods, niet een product van de aarde.